# Chapter 22: Guns for Hire
"Chapter 22: Guns for Hire" es el sexto episodio de la tercera temporada de la serie de televisión estadounidense The Mandalorian. Fue escrito por el showrunner Jon Favreau y dirigido por Bryce Dallas Howard. Fue lanzado en Disney+ el 5 de abril de 2023 y recibió críticas generalmente positivas.

## Trama
Bo-Katan, Din Djarin y Grogu viajan hacia el idílico planeta Plazir-15, teniendo información de que el antiguo ejército de Bo-Katan, ahora dirigido por Axe Woves y secundado por Koska Reeves, se ha establecido como mercenarios después de devolver a un noble mon calamari que escapo por amor a su padre, el virrey mon calamari.
Antes de que puedan encontrarse con ellos, son desviados involuntariamente por los gobernantes del planeta, el ex oficial imperial Capitán Bombardier y su esposa La Duquesa, quienes les piden ayuda para neutralizar varios droides imperiales y separatistas reprogramados y reutilizados, pero que han tenido misteriosas fallas. Después de consultar a los ugnaughts fabricantes, llegan al muelle donde un droide se rebela, pero logran detenerlo, Bo-Katan y Djarin siguen su rastro hasta The Resistor, un bar de droides, y convencen al cantinero y a la clientela para que los ayuden. Descubren que los droides fueron saboteados a través de nanodroides  introducidos en nepenthe, el fluido de mantenimiento del bar, que fueron importados de forma encubierta por el comisionado Helgait, el jefe de la Oficina de Seguridad del planeta. Al ser encarado por sus delitos, Helgait se revela como separatista antes de que Bo-Katan lo noquee. La duquesa exilia a Helgait a la Luna de Paraquaat por un tiempo.
Logran tener una audiencia con los corsarios mandalorianos y Bo-Katan desafía a Woves por el liderazgo del grupo y lo derrota. Aun así, Woves no cree en la propuesta de Bo- Katan para unirse; para ayudarla a ascender, Djarin admite que el cyborg que lo capturó en las minas de Mandalore tomó el sable, pero Bo-Katan lo rescató, lo que legítimamente la hace dueña del sable oscuro. Djarin se lo devuelve y el grupo la acepta como su líder.

## Producción

### Desarrollo
El episodio fue dirigido por Bryce Dallas Howard, a partir de un guion del creador de la serie Jon Favreau.

### Casting
El elenco coprotagonista de este episodio incluye a Simon Kassianides, Mercedes Varnado, Jack Black, Lizzo y Christopher Lloyd como Axe Woves, Koska Reeves, el Capitán Bombardier, la Duquesa y el Comisionado Helgait, respectivamente. The Mandalorian es representado físicamente por los dobles de acción Brendan Wayne y Lateef Crowder, quienes reciben crédito como coprotagonistas por cuarta vez en el episodio. Pedro Pascal y Katee Sackhoff interpretan a Mandalorian y Bo-Katan Kryze, respectivamente.

### Música
Joseph Shirley compuso la partitura musical del episodio, reemplazando a Ludwig Göransson.

## Recepción
En Rotten Tomatoes, el episodio tiene una puntuación del 84 % según las reseñas de 18 críticos, con una puntuación media de 7,2/10. El consenso de los críticos del sitio web dice: "Aún más divertido de lo habitual, The Mandalorian se entrega a una comedia amplia y cameos repletos de estrellas en una aventura totalmente amigable".